# Tătăneasă
Tătăneasa sau iarba lui Tatin (Symphytum officinale) este o plantă medicinală din familia Boraginaceae.

## Descriere

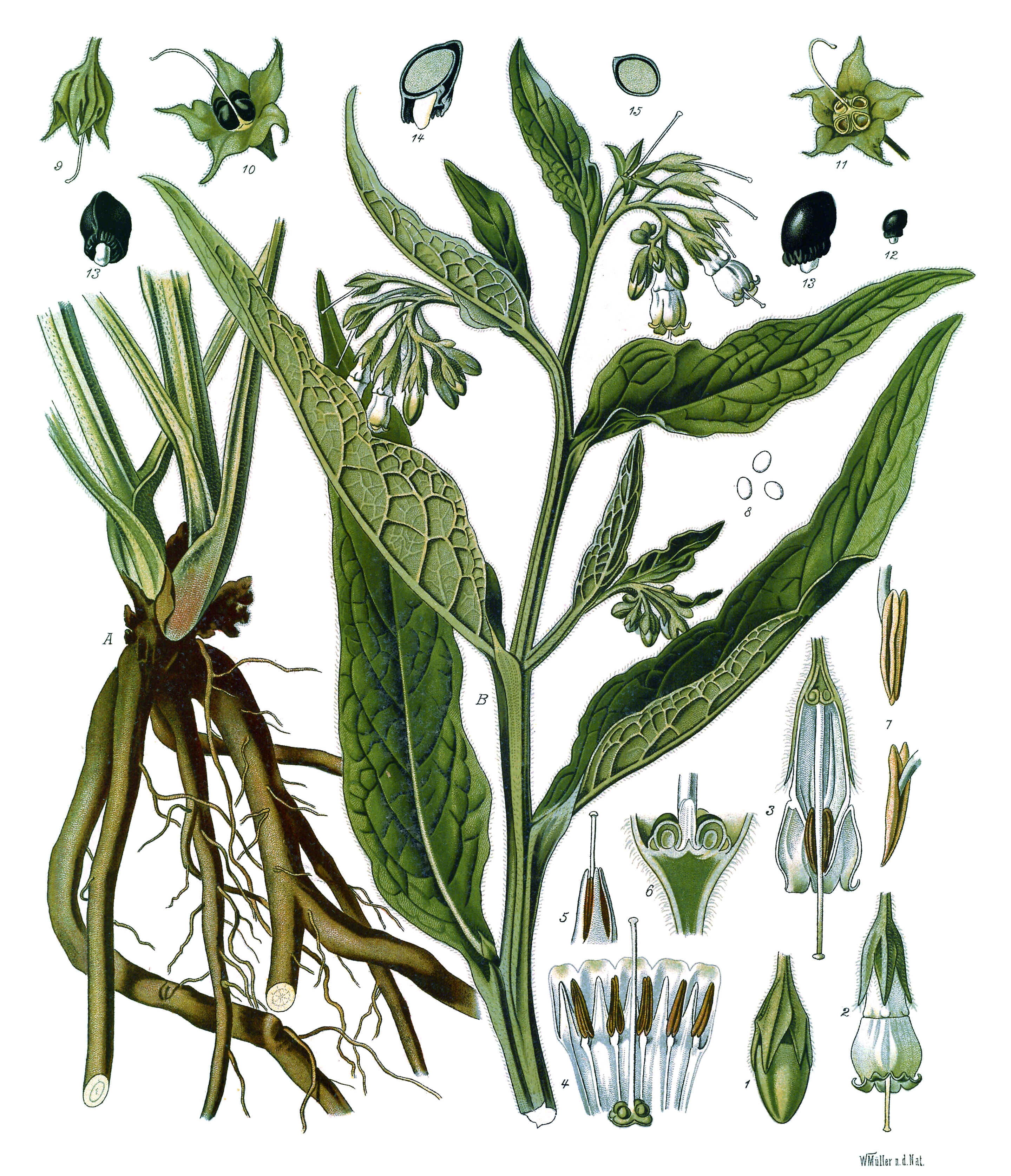
Morfologia

- Tătăneasa este o plantă ierboasă, păroasă, înaltă de 100–120 cm. Sub pământ are un rizom gros de pe care cresc rădăcini cărnoase - fusiforme.

Frunzele sunt lungi (maxim 25 cm), alterne, cu lățimea de 1–2 cm. În partea inferioară a tulpinii frunzele sunt oval-lanceolate.
Florile sunt de culoare roșie-violacee, uneori roz-albă și sunt dispuse în cime unipare. Corola este gamopetală, tubulos-campanulată și se termină cu 5 dințișori recurbați. Tătăneasa înflorește în lunile mai-august.

## Răspândire
Tătăneasa crește în locuri umede, prin lunci, la marginea apelor, uneori chiar pe lângă drumuri. Este răspândită din câmpie până în zona montană.

## Utilizare
Se recoltează rădăcinile (Radix simphyte) și rizomul în martie-aprilie (câteodată în septembrie). Au gust amar fără miros. Conțin ulei volatil, mucilagii, alcaloizi, taninuri, alantoină, glicozide, substanțe minerale, acid litospermic (antigonadotrofic), zaharuri. Alantoina și mucilagiile au efecte cicatrizante în ulcerele gastroduodenale. Alantoina are efecte antitumorale.
Extern se utilizează sub formă de compresie (cataplasmă). În stare proaspătă se utilizează în ulcerul varicos, hematoame, flebite, varice deschise, arsuri, hemoroizi, plăgi. Pulberea, infuzia, decoctul (2-3%) se folosesc în gută. 
Are efecte hemostatice, antidiareice, antiinflamatoare, astrigente, antidizenterice, expectorante și emoliente.
Se folosește des în ceaiuri împreună cu cimbrul, podbalul și amăreala.
În doze mari este periculoasă (alcaloizii pe care-i conține duc la paralizie), chiar cancerigenă.
Tătăneasa contine alcaloizi pirolizidinici, care sunt tumorigenici și hepatotoxici, putând produce cancer hepatic și alte afecțiuni ale ficatului. În SUA, în 2001 a fost interzisă comercializarea produselor din tătăneasă pentru uz intern.